# Llista de topònims de Flix
Llista de topònims (noms propis de lloc) del municipi de Flix, a la Ribera d'Ebre
Informació actualitzada per un bot. Els canvis manuals es perdran quan s'actualitzi!

## arbre singular
| imatge | Nom            | Ubicat a | instància de   | Detalls                                                                                          | coordenades                                                           | Protecció        | Commons (més fotos) | Dades a WD                    |
| ------ | -------------- | -------- | -------------- | ------------------------------------------------------------------------------------------------ | --------------------------------------------------------------------- | ---------------- | ------------------- | ----------------------------- |
|        | Freixa de Flix | Flix     | arbre singular | Taxon: freixe de fulla petita (Fraxinus angustifolia) Ample: 11.75m Alt: 14.02m Perímetre: 1.89m | 41° 13′ 52″ N, 0° 33′ 01″ E / 41.231008°N,0.550268°E 44 msnm          |                  | Freixa de Flix      | Modifica les dades a Wikidata |
|        | pi de Montbrió | Flix     | arbre singular | Taxon: pi blanc (Pinus halepensis) Ample: 23m Alt: 16.5m Perímetre: 3.7m                         | 41° 13′ 50″ N, 0° 30′ 11″ E / 41.23043°N,0.5031°E ca:Montbrió 71 msnm | arbre monumental | Pi de Montbrió      | Modifica les dades a Wikidata |

## cabana
| imatge | Nom                             | Ubicat a | instància de   | Detalls | coordenades                                                          | Protecció | Commons (més fotos) | Dades a WD                    |
| ------ | ------------------------------- | -------- | -------------- | ------- | -------------------------------------------------------------------- | --------- | ------------------- | ----------------------------- |
|        | Cabana Blanca                   | Flix     | cabana         |         | 41° 17′ 15″ N, 0° 34′ 48″ E / 41.2876279991922°N,0.580015162003212°E |           |                     | Modifica les dades a Wikidata |
|        | barraca de Cullera              | Flix     | cabana         |         | 41° 14′ 16″ N, 0° 31′ 07″ E / 41.2376641904556°N,0.518537402336984°E |           |                     | Modifica les dades a Wikidata |
|        | cabana de Gualda                | Flix     | cabana         |         | 41° 14′ 35″ N, 0° 32′ 50″ E / 41.2431633023088°N,0.547338122274785°E |           |                     | Modifica les dades a Wikidata |
|        | cabana de Josep Macip           | Flix     | cabana         |         | 41° 16′ 28″ N, 0° 32′ 32″ E / 41.274506505153°N,0.542260641994515°E  |           |                     | Modifica les dades a Wikidata |
|        | cabana de Vidal                 | Flix     | cabana         |         | 41° 16′ 36″ N, 0° 33′ 40″ E / 41.2767347491894°N,0.561052629744084°E |           |                     | Modifica les dades a Wikidata |
|        | cabana de les Aubardoneres      | Flix     | cabana         |         | 41° 15′ 11″ N, 0° 35′ 40″ E / 41.2529296288793°N,0.594413154092399°E |           |                     | Modifica les dades a Wikidata |
|        | cabana del Jaume Sanç           | Flix     | cabana         |         | 41° 13′ 05″ N, 0° 29′ 22″ E / 41.2180673546355°N,0.4895533827334°E   |           |                     | Modifica les dades a Wikidata |
|        | cabana del Polònia              | Flix     | cabana         |         | 41° 16′ 58″ N, 0° 36′ 07″ E / 41.2828340408674°N,0.601839959562548°E |           |                     | Modifica les dades a Wikidata |
|        | cabana del Rei                  | Flix     | cabana         |         | 41° 15′ 17″ N, 0° 35′ 35″ E / 41.2547814258593°N,0.592948774287264°E |           |                     | Modifica les dades a Wikidata |
|        | cabana del Tarragó              | Flix     | cabana         |         | 41° 17′ 10″ N, 0° 34′ 06″ E / 41.2860377340687°N,0.568240655878573°E |           |                     | Modifica les dades a Wikidata |
|        | cabanes de Josepet de Riba-roja | Flix     | cabana         |         | 41° 13′ 09″ N, 0° 30′ 08″ E / 41.219069899479°N,0.502099547344378°E  |           |                     | Modifica les dades a Wikidata |
|        | cabaneta de Gasset              | Flix     | cabana         |         | 41° 12′ 49″ N, 0° 32′ 33″ E / 41.213713177744°N,0.54236797807587°E   |           |                     | Modifica les dades a Wikidata |
|        | cabaneta de Jordi Poblado       | Flix     | cabana         |         | 41° 14′ 39″ N, 0° 35′ 52″ E / 41.2441829915°N,0.597812890355287°E    |           |                     | Modifica les dades a Wikidata |
|        | cabaneta de Massot              | Flix     | cabana         |         | 41° 13′ 43″ N, 0° 31′ 33″ E / 41.2285328592481°N,0.525718908188914°E |           |                     | Modifica les dades a Wikidata |
|        | corral d'Anyor                  | Flix     | cabana         |         | 41° 12′ 51″ N, 0° 32′ 18″ E / 41.214088104438°N,0.538417827558092°E  |           |                     | Modifica les dades a Wikidata |
|        | corral de Descarrega            | Flix     | cabana         |         | 41° 17′ 13″ N, 0° 33′ 06″ E / 41.2868544279783°N,0.551540822952976°E |           |                     | Modifica les dades a Wikidata |
|        | corral de Feliciano Guiu        | Flix     | cabana         |         | 41° 16′ 40″ N, 0° 32′ 35″ E / 41.2778091593037°N,0.542972424395274°E |           |                     | Modifica les dades a Wikidata |
|        | corral de Sangrà                | Flix     | cabana         |         | 41° 18′ 27″ N, 0° 34′ 27″ E / 41.3074992694923°N,0.574143910389031°E |           |                     | Modifica les dades a Wikidata |
|        | corral del Santpere             | Flix     | cabana         |         | 41° 18′ 22″ N, 0° 40′ 35″ E / 41.306031801171°N,0.676275830824987°E  |           |                     | Modifica les dades a Wikidata |
|        | era de Feliciano Guiu           | Flix     | cabana         |         | 41° 16′ 41″ N, 0° 32′ 33″ E / 41.2781839080056°N,0.542385275787181°E |           |                     | Modifica les dades a Wikidata |
|        | era de Marqueta                 | Flix     | cabana         |         | 41° 14′ 18″ N, 0° 36′ 18″ E / 41.238342417202°N,0.604959419942213°E  |           |                     | Modifica les dades a Wikidata |
|        | era de Rabassa                  | Flix     | cabana         |         | 41° 12′ 53″ N, 0° 32′ 42″ E / 41.2148421258805°N,0.545045224842433°E |           |                     | Modifica les dades a Wikidata |
|        | era de l'Abellar del Pio        | Flix     | cabana         |         | 41° 17′ 07″ N, 0° 37′ 45″ E / 41.285173789036°N,0.629122225772703°E  |           |                     | Modifica les dades a Wikidata |
|        | era de l'Andreu                 | Flix     | cabana         |         | 41° 16′ 33″ N, 0° 36′ 16″ E / 41.2759375598476°N,0.604563905255668°E |           |                     | Modifica les dades a Wikidata |
|        | era de la Mundeta               | Flix     | cabana         |         | 41° 18′ 07″ N, 0° 35′ 17″ E / 41.301848034468°N,0.588088679480174°E  |           |                     | Modifica les dades a Wikidata |
|        | era de les Flors                | Flix     | cabana         |         | 41° 16′ 58″ N, 0° 37′ 23″ E / 41.2828162299515°N,0.623118084203201°E |           |                     | Modifica les dades a Wikidata |
|        | era del Caterino                | Flix     | cabana         |         | 41° 17′ 01″ N, 0° 37′ 30″ E / 41.2836311316466°N,0.625070601372601°E |           |                     | Modifica les dades a Wikidata |
|        | era del Coix del Cabaler        | Flix     | cabana         |         | 41° 18′ 03″ N, 0° 35′ 19″ E / 41.300698071409°N,0.58865658531011°E   |           |                     | Modifica les dades a Wikidata |
|        | era del Joan                    | Flix     | cabana         |         | 41° 18′ 25″ N, 0° 40′ 45″ E / 41.3070467918673°N,0.67926178974807°E  |           |                     | Modifica les dades a Wikidata |
|        | era del Maciano                 | Flix     | cabana         |         | 41° 19′ 01″ N, 0° 33′ 50″ E / 41.317011788097°N,0.563983022272702°E  |           |                     | Modifica les dades a Wikidata |
|        | era del Mencilano               | Flix     | cabana         |         | 41° 17′ 19″ N, 0° 36′ 54″ E / 41.2886265467267°N,0.614894500361508°E |           |                     | Modifica les dades a Wikidata |
|        | era del Paloma                  | Flix     | cabana         |         | 41° 17′ 01″ N, 0° 36′ 24″ E / 41.2834746511238°N,0.606652326905826°E |           |                     | Modifica les dades a Wikidata |
|        | era del Pep del Fony            | Flix     | cabana         |         | 41° 17′ 41″ N, 0° 38′ 37″ E / 41.2946668681857°N,0.643586923118204°E |           |                     | Modifica les dades a Wikidata |
|        | era del Roques                  | Flix     | cabana         |         | 41° 17′ 21″ N, 0° 38′ 04″ E / 41.2891132697248°N,0.634544224173708°E |           |                     | Modifica les dades a Wikidata |
|        | era del Tomasa                  | Flix     | cabana         |         | 41° 17′ 15″ N, 0° 37′ 17″ E / 41.2876361719667°N,0.621438491037715°E |           |                     | Modifica les dades a Wikidata |
|        | era del Toni                    | Flix     | cabana         |         | 41° 17′ 18″ N, 0° 35′ 50″ E / 41.2883746071811°N,0.597159015806001°E |           |                     | Modifica les dades a Wikidata |
|        | pallissa del Silvestre          | Flix     | cabana edifici |         | 41° 17′ 26″ N, 0° 39′ 01″ E / 41.2906418022144°N,0.650240062496062°E |           |                     | Modifica les dades a Wikidata |

## casa
| imatge | Nom                                 | Ubicat a | instància de | Detalls                                                  | coordenades                                                                        | Protecció                                  | Commons (més fotos)                 | Dades a WD                    |
| ------ | ----------------------------------- | -------- | ------------ | -------------------------------------------------------- | ---------------------------------------------------------------------------------- | ------------------------------------------ | ----------------------------------- | ----------------------------- |
|        | Can Oriol                           | Flix     | casa         | Estat: enderrocat o destruït                             | 41° 13′ 53″ N, 0° 33′ 00″ E / 41.231252°N,0.549982°E                               |                                            | Can Oriol (Flix)                    | Modifica les dades a Wikidata |
|        | Casa Gil                            | Flix     | casa         | Estil: arquitectura barroca Estat: enderrocat o destruït |                                                                                    | bé integrant del patrimoni cultural català |                                     | Modifica les dades a Wikidata |
|        | Escut de Cal Cansalader             | Flix     | casa         | Estil: arquitectura popular 19th century                 | 41° 13′ 54″ N, 0° 33′ 01″ E / 41.231765°N,0.550205°E ca:Pl. Major, 1 46 msnm       | bé integrant del patrimoni cultural català | Escut de Cal Cansalader             | Modifica les dades a Wikidata |
|        | ca Don Lluís                        | Flix     | casa         | Estil: arquitectura popular 18th century                 | 41° 13′ 51″ N, 0° 33′ 00″ E / 41.2309°N,0.549999°E ca:C. Major, 19, Flix 44 msnm   | bé integrant del patrimoni cultural català | Ca Don Lluís                        | Modifica les dades a Wikidata |
|        | casa Antonino                       | Flix     | casa         | Estil: arquitectura popular                              | 41° 13′ 57″ N, 0° 33′ 00″ E / 41.232413°N,0.550002°E 48 msnm                       | bé integrant del patrimoni cultural català | Casa Antonino                       | Modifica les dades a Wikidata |
|        | casa Castro                         | Flix     | casa         | Estil: arquitectura popular 18th century                 | 41° 13′ 54″ N, 0° 32′ 59″ E / 41.231802°N,0.549858°E ca:Pl. Major, 5, Flix 47 msnm | bé integrant del patrimoni cultural català | Casa Castro                         | Modifica les dades a Wikidata |
|        | casa d'Antoni de Castellví i Ambrós | Flix     | casa         | Estil: arquitectura popular 19th century                 | 41° 13′ 53″ N, 0° 33′ 01″ E / 41.231287°N,0.550193°E ca:C. Major, 15, Flix 44 msnm | bé integrant del patrimoni cultural català | Casa d'Antoni de Castellví i Ambrós | Modifica les dades a Wikidata |

## cova
| imatge | Nom                        | Ubicat a | instància de | Detalls | coordenades                                                          | Protecció | Commons (més fotos) | Dades a WD                    |
| ------ | -------------------------- | -------- | ------------ | ------- | -------------------------------------------------------------------- | --------- | ------------------- | ----------------------------- |
|        | cova de Faro               | Flix     | cova         |         | 41° 16′ 49″ N, 0° 36′ 37″ E / 41.2803333450163°N,0.610217750265944°E |           |                     | Modifica les dades a Wikidata |
|        | cova de Francisco Alentorn | Flix     | cova         |         | 41° 17′ 01″ N, 0° 31′ 19″ E / 41.2836149678264°N,0.521811290858128°E |           |                     | Modifica les dades a Wikidata |
|        | cova de Gori               | Flix     | cova         |         | 41° 17′ 16″ N, 0° 37′ 58″ E / 41.2877527086236°N,0.632766396624786°E |           |                     | Modifica les dades a Wikidata |
|        | cova de Guarín             | Flix     | cova         |         | 41° 16′ 36″ N, 0° 31′ 34″ E / 41.2765945505108°N,0.526219836410752°E |           |                     | Modifica les dades a Wikidata |
|        | cova de Jaume Macip        | Flix     | cova         |         | 41° 16′ 00″ N, 0° 35′ 04″ E / 41.2668002512702°N,0.584533083916081°E |           |                     | Modifica les dades a Wikidata |
|        | cova de Josep Torres       | Flix     | cova         |         | 41° 15′ 04″ N, 0° 36′ 25″ E / 41.2511114775811°N,0.606999095505368°E |           |                     | Modifica les dades a Wikidata |
|        | cova de Josep de Bessó     | Flix     | cova         |         | 41° 15′ 49″ N, 0° 35′ 40″ E / 41.2635569655873°N,0.594381062818333°E |           |                     | Modifica les dades a Wikidata |
|        | cova de Marca              | Flix     | cova         |         | 41° 15′ 33″ N, 0° 36′ 42″ E / 41.2592588010783°N,0.611583354037601°E |           |                     | Modifica les dades a Wikidata |
|        | cova de Mílio Calentarse   | Flix     | cova         |         | 41° 16′ 55″ N, 0° 34′ 23″ E / 41.2818876306743°N,0.573027533909286°E |           |                     | Modifica les dades a Wikidata |
|        | cova de Pelon              | Flix     | cova         |         | 41° 12′ 48″ N, 0° 29′ 31″ E / 41.2133702277326°N,0.491820375163018°E |           |                     | Modifica les dades a Wikidata |
|        | cova de Tresfonts          | Flix     | cova         |         | 41° 16′ 33″ N, 0° 36′ 44″ E / 41.275967785972°N,0.612084347395204°E  |           |                     | Modifica les dades a Wikidata |
|        | cova de l'Ermita           | Flix     | cova         |         | 41° 18′ 49″ N, 0° 33′ 50″ E / 41.3136254158157°N,0.563989713105162°E |           |                     | Modifica les dades a Wikidata |
|        | cova de la Dona            | Flix     | cova         |         | 41° 13′ 29″ N, 0° 35′ 41″ E / 41.2246744522544°N,0.594805348985924°E |           |                     | Modifica les dades a Wikidata |
|        | cova de la Lloba           | Flix     | cova         |         | 41° 13′ 15″ N, 0° 35′ 30″ E / 41.2208174304851°N,0.591690159024136°E |           |                     | Modifica les dades a Wikidata |
|        | cova de la Trona           | Flix     | cova         |         | 41° 16′ 10″ N, 0° 36′ 54″ E / 41.2693457158249°N,0.61502371955026°E  |           |                     | Modifica les dades a Wikidata |
|        | cova del Blasi             | Flix     | cova         |         | 41° 12′ 54″ N, 0° 29′ 46″ E / 41.2149326075625°N,0.496150053490599°E |           |                     | Modifica les dades a Wikidata |
|        | cova del Caragol           | Flix     | cova         |         | 41° 17′ 26″ N, 0° 38′ 52″ E / 41.2906886232679°N,0.647682857944404°E |           |                     | Modifica les dades a Wikidata |
|        | cova del Cuello            | Flix     | cova         |         | 41° 13′ 40″ N, 0° 31′ 15″ E / 41.2279072478171°N,0.520922746861576°E |           |                     | Modifica les dades a Wikidata |
|        | cova del Femella           | Flix     | cova         |         | 41° 17′ 10″ N, 0° 36′ 13″ E / 41.2860247728637°N,0.603681360165433°E |           |                     | Modifica les dades a Wikidata |
|        | cova del Furonet           | Flix     | cova         |         | 41° 17′ 25″ N, 0° 36′ 10″ E / 41.2903910651347°N,0.602721418173948°E |           |                     | Modifica les dades a Wikidata |
|        | cova del Llamp             | Flix     | cova         |         | 41° 16′ 58″ N, 0° 36′ 27″ E / 41.2828885299414°N,0.607485689708169°E |           |                     | Modifica les dades a Wikidata |
|        | cova del Massot            | Flix     | cova         |         | 41° 18′ 32″ N, 0° 41′ 00″ E / 41.3088237789196°N,0.683415346206999°E |           |                     | Modifica les dades a Wikidata |
|        | cova del Matamoros         | Flix     | cova         |         | 41° 19′ 02″ N, 0° 34′ 28″ E / 41.3173250068617°N,0.574543987168692°E |           |                     | Modifica les dades a Wikidata |
|        | cova del Porrerano         | Flix     | cova         |         | 41° 18′ 05″ N, 0° 40′ 09″ E / 41.3014911613522°N,0.669091729705544°E |           |                     | Modifica les dades a Wikidata |
|        | cova del Quel              | Flix     | cova         |         | 41° 17′ 29″ N, 0° 37′ 47″ E / 41.2913665156557°N,0.629805485629479°E |           |                     | Modifica les dades a Wikidata |
|        | cova del Quelo             | Flix     | cova         |         | 41° 14′ 55″ N, 0° 32′ 13″ E / 41.2486797907872°N,0.536999820366041°E |           |                     | Modifica les dades a Wikidata |
|        | cova del Rito              | Flix     | cova         |         | 41° 17′ 10″ N, 0° 36′ 05″ E / 41.2862310233281°N,0.601476696689522°E |           |                     | Modifica les dades a Wikidata |
|        | cova del Rivet             | Flix     | cova         |         | 41° 17′ 11″ N, 0° 35′ 52″ E / 41.2864933588848°N,0.597646003694881°E |           |                     | Modifica les dades a Wikidata |
|        | cova del Saletes           | Flix     | cova         |         | 41° 16′ 38″ N, 0° 36′ 02″ E / 41.2772070080583°N,0.600649170758947°E |           |                     | Modifica les dades a Wikidata |
|        | cova del Xeret             | Flix     | cova         |         | 41° 17′ 40″ N, 0° 38′ 08″ E / 41.2945633824421°N,0.635469819686471°E |           |                     | Modifica les dades a Wikidata |
|        | cova dels Ganivets         | Flix     | cova         |         | 41° 14′ 57″ N, 0° 31′ 54″ E / 41.2492610969257°N,0.531762815395983°E |           |                     | Modifica les dades a Wikidata |

## edifici
| imatge | Nom                                     | Ubicat a | instància de | Detalls                     | coordenades                                                  | Protecció                                  | Commons (més fotos)            | Dades a WD                    |
| ------ | --------------------------------------- | -------- | ------------ | --------------------------- | ------------------------------------------------------------ | ------------------------------------------ | ------------------------------ | ----------------------------- |
|        | Antic sistema defensiu de Flix          | Flix     | edifici      | Estil: arquitectura popular | 41° 13′ 48″ N, 0° 33′ 10″ E / 41.229953°N,0.552677°E         | bé integrant del patrimoni cultural català | Antic sistema defensiu de Flix | Modifica les dades a Wikidata |
|        | Fàbrica Electroquímica i Colònia obrera | Flix     | edifici      |                             |                                                              | bé integrant del patrimoni cultural català |                                | Modifica les dades a Wikidata |
|        | Mercat de Flix                          | Flix     | edifici      | Estil: arquitectura popular | 41° 13′ 52″ N, 0° 33′ 05″ E / 41.231185°N,0.551306°E 42 msnm | bé integrant del patrimoni cultural català | Mercat de Flix                 | Modifica les dades a Wikidata |

## entitat singular de població
| imatge | Nom                      | Ubicat a | instància de                                    | Detalls  | coordenades                                                  | Protecció | Commons (més fotos) | Dades a WD                    |
| ------ | ------------------------ | -------- | ----------------------------------------------- | -------- | ------------------------------------------------------------ | --------- | ------------------- | ----------------------------- |
|        | Flix                     | Flix     | entitat singular de població capital municipal  | 2395 hab | 41° 13′ 51″ N, 0° 33′ 00″ E / 41.23074°N,0.55008°E 48 msnm   |           |                     | Modifica les dades a Wikidata |
|        | Los Comellarets          | Flix     | entitat singular de població                    | 795 hab  | 41° 13′ 26″ N, 0° 32′ 22″ E / 41.2239°N,0.539354°E 86 msnm   |           |                     | Modifica les dades a Wikidata |
|        | la Colònia de la Fàbrica | Flix     | entitat singular de població colònia industrial | 133 hab  | 41° 13′ 42″ N, 0° 32′ 24″ E / 41.228213°N,0.540058°E 46 msnm |           |                     | Modifica les dades a Wikidata |

## església
| imatge | Nom                                  | Ubicat a | instància de    | Detalls                     | coordenades                                                   | Protecció                   | Commons (més fotos)                | Dades a WD                    |
| ------ | ------------------------------------ | -------- | --------------- | --------------------------- | ------------------------------------------------------------- | --------------------------- | ---------------------------------- | ----------------------------- |
|        | Sant Joan                            | Flix     | església ermita | Estat: ruïnós               | 41° 17′ 45″ N, 0° 32′ 37″ E / 41.295703°N,0.543722°E 155 msnm |                             |                                    | Modifica les dades a Wikidata |
|        | Santa Maria                          | Flix     | església        | Estil: gòtic flamíger       | 41° 13′ 52″ N, 0° 33′ 02″ E / 41.231108°N,0.550462°E          | bé cultural d'interès local | Mare de Déu de l'Assumpció de Flix | Modifica les dades a Wikidata |
|        | Santuari de la Mare de Déu del Remei | Flix     | església        | Estil: arquitectura popular | 41° 16′ 19″ N, 0° 33′ 56″ E / 41.271908°N,0.565513°E 176 msnm | bé cultural d'interès local | Mare de Déu del Remei de Flix      | Modifica les dades a Wikidata |

## font
| imatge | Nom                               | Ubicat a | instància de | Detalls | coordenades                                                          | Protecció | Commons (més fotos) | Dades a WD                    |
| ------ | --------------------------------- | -------- | ------------ | ------- | -------------------------------------------------------------------- | --------- | ------------------- | ----------------------------- |
|        | font d'en Vall                    | Flix     | font         |         | 41° 16′ 37″ N, 0° 37′ 10″ E / 41.2770235223247°N,0.619567522837052°E |           |                     | Modifica les dades a Wikidata |
|        | font de Faro                      | Flix     | font         |         | 41° 16′ 48″ N, 0° 36′ 39″ E / 41.280049408849°N,0.61078540009302°E   |           |                     | Modifica les dades a Wikidata |
|        | font de Gori                      | Flix     | font         |         | 41° 17′ 16″ N, 0° 38′ 17″ E / 41.287815983093°N,0.63796629993922°E   |           |                     | Modifica les dades a Wikidata |
|        | font de l'Ermita                  | Flix     | font         |         | 41° 16′ 16″ N, 0° 34′ 05″ E / 41.271049895098°N,0.56813718580309°E   |           |                     | Modifica les dades a Wikidata |
|        | font de l'Obaga del Pep del Frare | Flix     | font         |         | 41° 18′ 35″ N, 0° 43′ 37″ E / 41.3096039943204°N,0.727047486533967°E |           |                     | Modifica les dades a Wikidata |
|        | font de la Pileta de Baix         | Flix     | font         |         | 41° 18′ 55″ N, 0° 45′ 06″ E / 41.315312748416°N,0.75165625386189°E   |           |                     | Modifica les dades a Wikidata |
|        | font del Fusteret                 | Flix     | font         |         | 41° 18′ 46″ N, 0° 34′ 38″ E / 41.312674598377°N,0.57734091336462°E   |           |                     | Modifica les dades a Wikidata |
|        | font del Pentinat                 | Flix     | font         |         | 41° 18′ 46″ N, 0° 42′ 27″ E / 41.3128911147992°N,0.707509327730152°E |           |                     | Modifica les dades a Wikidata |

## granja
| imatge | Nom                      | Ubicat a | instància de | Detalls | coordenades                                                          | Protecció | Commons (més fotos) | Dades a WD                    |
| ------ | ------------------------ | -------- | ------------ | ------- | -------------------------------------------------------------------- | --------- | ------------------- | ----------------------------- |
|        | Granja de Florèncio      | Flix     | granja       |         | 41° 14′ 14″ N, 0° 33′ 02″ E / 41.2373518255888°N,0.550621996828063°E |           |                     | Modifica les dades a Wikidata |
|        | Granja de Josep Forcades | Flix     | granja       |         | 41° 16′ 41″ N, 0° 35′ 15″ E / 41.2780373292763°N,0.587378032501275°E |           |                     | Modifica les dades a Wikidata |
|        | Granja del Trompet       | Flix     | granja       |         | 41° 14′ 32″ N, 0° 33′ 01″ E / 41.2421468436312°N,0.550359330831644°E |           |                     | Modifica les dades a Wikidata |

## masia
| imatge | Nom                                       | Ubicat a | instància de | Detalls                                  | coordenades                                                                      | Protecció                   | Commons (més fotos) | Dades a WD                    |
| ------ | ----------------------------------------- | -------- | ------------ | ---------------------------------------- | -------------------------------------------------------------------------------- | --------------------------- | ------------------- | ----------------------------- |
|        | Casa Oriol                                | Flix     | masia        |                                          | 41° 12′ 40″ N, 0° 33′ 02″ E / 41.2111335784008°N,0.550646548889178°E             |                             |                     | Modifica les dades a Wikidata |
|        | Casa d'Artal                              | Flix     | masia        |                                          | 41° 14′ 16″ N, 0° 33′ 02″ E / 41.2377732850528°N,0.550534661695716°E             |                             |                     | Modifica les dades a Wikidata |
|        | Corral de Barbero                         | Flix     | masia        |                                          | 41° 12′ 22″ N, 0° 31′ 27″ E / 41.206161914751°N,0.52403104018218°E               |                             |                     | Modifica les dades a Wikidata |
|        | Era del Caragol                           | Flix     | masia        |                                          | 41° 17′ 24″ N, 0° 38′ 56″ E / 41.2898777036546°N,0.648989747793881°E             |                             |                     | Modifica les dades a Wikidata |
|        | Mas d'Abella                              | Flix     | masia        |                                          | 41° 14′ 10″ N, 0° 35′ 30″ E / 41.2359930014115°N,0.591645972954534°E             |                             |                     | Modifica les dades a Wikidata |
|        | Mas d'Antoni Benet                        | Flix     | masia        |                                          | 41° 16′ 27″ N, 0° 33′ 05″ E / 41.274295510138°N,0.55130277746924°E               |                             |                     | Modifica les dades a Wikidata |
|        | Mas d'Argudo                              | Flix     | masia        |                                          | 41° 13′ 27″ N, 0° 31′ 15″ E / 41.2242779074271°N,0.520940611962172°E             |                             |                     | Modifica les dades a Wikidata |
|        | Mas d'Engràcia                            | Flix     | masia        |                                          | 41° 15′ 06″ N, 0° 35′ 44″ E / 41.2516560764157°N,0.595534005802444°E             |                             |                     | Modifica les dades a Wikidata |
|        | Mas d'Enrica                              | Flix     | masia        |                                          | 41° 14′ 57″ N, 0° 34′ 44″ E / 41.2490755693252°N,0.578992627689142°E             |                             |                     | Modifica les dades a Wikidata |
|        | Mas d'Estopar                             | Flix     | masia        |                                          | 41° 18′ 22″ N, 0° 33′ 56″ E / 41.306122945265°N,0.56563926686181°E               |                             |                     | Modifica les dades a Wikidata |
|        | Mas d'Ignasi                              | Flix     | masia        |                                          | 41° 13′ 12″ N, 0° 30′ 12″ E / 41.220053569639°N,0.503433891637308°E              |                             |                     | Modifica les dades a Wikidata |
|        | Mas de Batistoles                         | Flix     | masia        |                                          | 41° 16′ 20″ N, 0° 36′ 28″ E / 41.2720858785869°N,0.60774904317054°E              |                             |                     | Modifica les dades a Wikidata |
|        | Mas de Cadete                             | Flix     | masia        |                                          | 41° 15′ 59″ N, 0° 32′ 17″ E / 41.2663013087253°N,0.538044360889708°E             |                             |                     | Modifica les dades a Wikidata |
|        | Mas de Cama d'All                         | Flix     | masia        |                                          | 41° 12′ 57″ N, 0° 32′ 58″ E / 41.2157126127832°N,0.549545264787209°E             |                             |                     | Modifica les dades a Wikidata |
|        | Mas de Camadall                           | Flix     | masia        |                                          | 41° 12′ 36″ N, 0° 31′ 53″ E / 41.2098864273037°N,0.53147894924289°E              |                             |                     | Modifica les dades a Wikidata |
|        | Mas de Camil·la                           | Flix     | masia        |                                          | 41° 18′ 00″ N, 0° 32′ 12″ E / 41.3000906967376°N,0.536606097585691°E             |                             |                     | Modifica les dades a Wikidata |
|        | Mas de Carlets                            | Flix     | masia        |                                          | 41° 16′ 51″ N, 0° 31′ 25″ E / 41.280907749269°N,0.52359424237364°E               |                             |                     | Modifica les dades a Wikidata |
|        | Mas de Carrasco                           | Flix     | masia        |                                          | 41° 17′ 56″ N, 0° 34′ 11″ E / 41.2988855947462°N,0.569721881818705°E             |                             |                     | Modifica les dades a Wikidata |
|        | Mas de Carrasques                         | Flix     | masia        |                                          | 41° 15′ 20″ N, 0° 36′ 53″ E / 41.2554511406285°N,0.614729813962887°E             |                             |                     | Modifica les dades a Wikidata |
|        | Mas de Català                             | Flix     | masia        |                                          | 41° 16′ 06″ N, 0° 33′ 52″ E / 41.268278034245°N,0.564483238928739°E              |                             |                     | Modifica les dades a Wikidata |
|        | Mas de Catxo                              | Flix     | masia        |                                          | 41° 15′ 45″ N, 0° 36′ 03″ E / 41.2624559652632°N,0.600747828520118°E             |                             |                     | Modifica les dades a Wikidata |
|        | Mas de Catxoi                             | Flix     | masia        |                                          | 41° 12′ 56″ N, 0° 34′ 14″ E / 41.2156373568768°N,0.570636620696844°E             |                             |                     | Modifica les dades a Wikidata |
|        | Mas de Cisco Alentorn                     | Flix     | masia        |                                          | 41° 17′ 05″ N, 0° 33′ 09″ E / 41.2846835303626°N,0.552374273517775°E             |                             |                     | Modifica les dades a Wikidata |
|        | Mas de Cisco Hernández                    | Flix     | masia        |                                          | 41° 13′ 47″ N, 0° 33′ 37″ E / 41.2296283956596°N,0.560156545736932°E             |                             |                     | Modifica les dades a Wikidata |
|        | Mas de Céspedes                           | Flix     | masia        |                                          | 41° 14′ 39″ N, 0° 30′ 31″ E / 41.2442112028342°N,0.508492548553199°E             |                             |                     | Modifica les dades a Wikidata |
|        | Mas de Damian Rei                         | Flix     | masia        |                                          | 41° 15′ 43″ N, 0° 31′ 43″ E / 41.2619662638272°N,0.528670153601902°E             |                             |                     | Modifica les dades a Wikidata |
|        | Mas de Daniel                             | Flix     | masia        |                                          | 41° 16′ 52″ N, 0° 35′ 30″ E / 41.2812247446955°N,0.591630583688068°E             |                             |                     | Modifica les dades a Wikidata |
|        | Mas de Descarrega                         | Flix     | masia        |                                          | 41° 17′ 11″ N, 0° 33′ 04″ E / 41.2863850396249°N,0.551068807698002°E             |                             |                     | Modifica les dades a Wikidata |
|        | Mas de Don Lluís                          | Flix     | masia        |                                          | 41° 13′ 46″ N, 0° 30′ 49″ E / 41.229354647431°N,0.51361150970293°E               |                             |                     | Modifica les dades a Wikidata |
|        | Mas de Fanxec                             | Flix     | masia        |                                          | 41° 12′ 46″ N, 0° 29′ 49″ E / 41.2128577352529°N,0.496825584551949°E             |                             |                     | Modifica les dades a Wikidata |
|        | Mas de Fanxico                            | Flix     | masia        |                                          | 41° 13′ 02″ N, 0° 35′ 14″ E / 41.2171398516136°N,0.587256627708867°E             |                             |                     | Modifica les dades a Wikidata |
|        | Mas de Forcades                           | Flix     | masia        |                                          | 41° 14′ 45″ N, 0° 36′ 35″ E / 41.245800293075°N,0.60964745322122°E               |                             |                     | Modifica les dades a Wikidata |
|        | Mas de Franc                              | Flix     | masia        |                                          | 41° 13′ 41″ N, 0° 35′ 05″ E / 41.2280014486139°N,0.584650064610951°E             |                             |                     | Modifica les dades a Wikidata |
|        | Mas de Galcerà                            | Flix     | masia        |                                          | 41° 16′ 06″ N, 0° 34′ 42″ E / 41.2683520794588°N,0.578232522679438°E             |                             |                     | Modifica les dades a Wikidata |
|        | Mas de Germinal                           | Flix     | masia        |                                          | 41° 15′ 27″ N, 0° 34′ 20″ E / 41.257626027787°N,0.5722161084698°E                |                             |                     | Modifica les dades a Wikidata |
|        | Mas de Gualda                             | Flix     | masia        |                                          | 41° 15′ 07″ N, 0° 32′ 44″ E / 41.2519318337833°N,0.545458513050981°E             |                             |                     | Modifica les dades a Wikidata |
|        | Mas de Guinau                             | Flix     | masia        |                                          | 41° 16′ 03″ N, 0° 34′ 44″ E / 41.2674921560096°N,0.578885060149115°E             |                             |                     | Modifica les dades a Wikidata |
|        | Mas de Jaume Miró                         | Flix     | masia        |                                          | 41° 13′ 43″ N, 0° 35′ 17″ E / 41.2286841959432°N,0.588001203251489°E             |                             |                     | Modifica les dades a Wikidata |
|        | Mas de Jaume Montagut                     | Flix     | masia        |                                          | 41° 13′ 40″ N, 0° 31′ 08″ E / 41.2279062597947°N,0.518787296878435°E             |                             |                     | Modifica les dades a Wikidata |
|        | Mas de Jaume Sangrà                       | Flix     | masia        |                                          | 41° 13′ 44″ N, 0° 33′ 28″ E / 41.2288645720589°N,0.557691522031751°E             |                             |                     | Modifica les dades a Wikidata |
|        | Mas de Jaume Tarragó                      | Flix     | masia        |                                          | 41° 18′ 40″ N, 0° 33′ 04″ E / 41.311218646007°N,0.55111531963278°E               |                             |                     | Modifica les dades a Wikidata |
|        | Mas de Joan Lletja                        | Flix     | masia        |                                          | 41° 18′ 35″ N, 0° 34′ 18″ E / 41.3097160655°N,0.571636837826481°E                |                             |                     | Modifica les dades a Wikidata |
|        | Mas de Joan Sangrà                        | Flix     | masia        |                                          | 41° 13′ 53″ N, 0° 33′ 53″ E / 41.231350709112°N,0.56483754936356°E               |                             |                     | Modifica les dades a Wikidata |
|        | Mas de Joan Sanç                          | Flix     | masia        |                                          | 41° 17′ 07″ N, 0° 35′ 25″ E / 41.2852879292081°N,0.590394504225037°E             |                             |                     | Modifica les dades a Wikidata |
|        | Mas de Joan Tarragó                       | Flix     | masia        |                                          | 41° 18′ 43″ N, 0° 33′ 09″ E / 41.3120600314061°N,0.55261617552169°E              |                             |                     | Modifica les dades a Wikidata |
|        | Mas de Josep Agramunt                     | Flix     | masia        |                                          | 41° 13′ 37″ N, 0° 33′ 15″ E / 41.2269449569564°N,0.554243656489135°E             |                             |                     | Modifica les dades a Wikidata |
|        | Mas de Josep Cervelló                     | Flix     | masia        |                                          | 41° 12′ 34″ N, 0° 31′ 20″ E / 41.2094830273007°N,0.522346303112832°E             |                             |                     | Modifica les dades a Wikidata |
|        | Mas de Josep Estopar                      | Flix     | masia        |                                          | 41° 13′ 42″ N, 0° 33′ 24″ E / 41.2283722965216°N,0.556564550153502°E             |                             |                     | Modifica les dades a Wikidata |
|        | Mas de Josep Llop                         | Flix     | masia        |                                          | 41° 15′ 27″ N, 0° 32′ 20″ E / 41.2573852872896°N,0.538916490245444°E             |                             |                     | Modifica les dades a Wikidata |
|        | Mas de Josep Macip                        | Flix     | masia        |                                          | 41° 15′ 06″ N, 0° 36′ 52″ E / 41.2517084690417°N,0.614496059130654°E             |                             |                     | Modifica les dades a Wikidata |
|        | Mas de Josep Sales                        | Flix     | masia        |                                          | 41° 14′ 41″ N, 0° 30′ 26″ E / 41.244743079872°N,0.507267085033544°E              |                             |                     | Modifica les dades a Wikidata |
|        | Mas de Josep de Calentar-se               | Flix     | masia        |                                          | 41° 13′ 44″ N, 0° 33′ 47″ E / 41.2288407718149°N,0.562941746831743°E             |                             |                     | Modifica les dades a Wikidata |
|        | Mas de Llobarro                           | Flix     | masia        |                                          | 41° 15′ 41″ N, 0° 31′ 27″ E / 41.2613298963502°N,0.524206148047143°E             |                             |                     | Modifica les dades a Wikidata |
|        | Mas de Lluquet                            | Flix     | masia        |                                          | 41° 15′ 29″ N, 0° 30′ 49″ E / 41.258178074431°N,0.51371157468134°E               |                             |                     | Modifica les dades a Wikidata |
|        | Mas de Marcel·lo                          | Flix     | masia        |                                          | 41° 13′ 15″ N, 0° 29′ 31″ E / 41.2209463896241°N,0.491888623101273°E             |                             |                     | Modifica les dades a Wikidata |
|        | Mas de Maria Marxant                      | Flix     | masia        |                                          | 41° 15′ 26″ N, 0° 33′ 51″ E / 41.2571635140227°N,0.564048978885699°E             |                             |                     | Modifica les dades a Wikidata |
|        | Mas de Marina                             | Flix     | masia        |                                          | 41° 17′ 02″ N, 0° 33′ 31″ E / 41.2837809011177°N,0.558640874892715°E             |                             |                     | Modifica les dades a Wikidata |
|        | Mas de Massot                             | Flix     | masia        |                                          | 41° 15′ 56″ N, 0° 34′ 37″ E / 41.2656317724583°N,0.576936460491082°E             |                             |                     | Modifica les dades a Wikidata |
|        | Mas de Mercedes Llop                      | Flix     | masia        |                                          | 41° 16′ 06″ N, 0° 33′ 32″ E / 41.2682584805966°N,0.558885276710731°E             |                             |                     | Modifica les dades a Wikidata |
|        | Mas de Miquel Daura                       | Flix     | masia        |                                          | 41° 14′ 16″ N, 0° 34′ 25″ E / 41.2377485387503°N,0.573600026090055°E             |                             |                     | Modifica les dades a Wikidata |
|        | Mas de Miquel de Francisca                | Flix     | masia        |                                          | 41° 13′ 11″ N, 0° 35′ 07″ E / 41.2195925736014°N,0.585245924033823°E             |                             |                     | Modifica les dades a Wikidata |
|        | Mas de Montbrió                           | Flix     | masia        |                                          | 41° 13′ 49″ N, 0° 30′ 11″ E / 41.2302791206272°N,0.50315206569502°E              |                             |                     | Modifica les dades a Wikidata |
|        | Mas de Nicolau                            | Flix     | masia        |                                          | 41° 12′ 46″ N, 0° 33′ 00″ E / 41.2127853241767°N,0.549964680284854°E             |                             |                     | Modifica les dades a Wikidata |
|        | Mas de Nogales                            | Flix     | masia        |                                          | 41° 15′ 15″ N, 0° 33′ 38″ E / 41.2541111059463°N,0.560689381945734°E             |                             |                     | Modifica les dades a Wikidata |
|        | Mas de Palazote                           | Flix     | masia        |                                          | 41° 15′ 48″ N, 0° 33′ 55″ E / 41.2634696085695°N,0.565390145353739°E             |                             |                     | Modifica les dades a Wikidata |
|        | Mas de Pallisso                           | Flix     | masia        |                                          | 41° 18′ 09″ N, 0° 33′ 49″ E / 41.3026204793742°N,0.563623192764545°E             |                             |                     | Modifica les dades a Wikidata |
|        | Mas de Paulo                              | Flix     | masia        |                                          | 41° 18′ 48″ N, 0° 43′ 44″ E / 41.3133589837193°N,0.728828339032776°E             |                             |                     | Modifica les dades a Wikidata |
|        | Mas de Pei                                | Flix     | masia        |                                          | 41° 14′ 18″ N, 0° 30′ 49″ E / 41.23837222°N,0.51368611°E 48.5 msnm               |                             |                     | Modifica les dades a Wikidata |
|        | Mas de Pepito el Roig                     | Flix     | masia        |                                          | 41° 16′ 11″ N, 0° 32′ 11″ E / 41.2696089694729°N,0.536463630343412°E             |                             |                     | Modifica les dades a Wikidata |
|        | Mas de Perelló                            | Flix     | masia        |                                          | 41° 17′ 48″ N, 0° 34′ 58″ E / 41.296575699321°N,0.58271409766647°E               |                             |                     | Modifica les dades a Wikidata |
|        | Mas de Pinta                              | Flix     | masia        |                                          | 41° 18′ 02″ N, 0° 33′ 14″ E / 41.300470104736°N,0.5539063444863°E                |                             |                     | Modifica les dades a Wikidata |
|        | Mas de Rabassa                            | Flix     | masia        |                                          | 41° 12′ 55″ N, 0° 32′ 43″ E / 41.2152184823191°N,0.545377051961547°E             |                             |                     | Modifica les dades a Wikidata |
|        | Mas de Rafaelet                           | Flix     | masia        |                                          | 41° 15′ 28″ N, 0° 31′ 44″ E / 41.2577493700345°N,0.529008241245631°E             |                             |                     | Modifica les dades a Wikidata |
|        | Mas de Ramon Pérez                        | Flix     | masia        |                                          | 41° 17′ 04″ N, 0° 32′ 14″ E / 41.2844563700872°N,0.537087061209139°E             |                             |                     | Modifica les dades a Wikidata |
|        | Mas de Riba-roja                          | Flix     | masia        |                                          | 41° 14′ 43″ N, 0° 30′ 45″ E / 41.2451726159041°N,0.512549105934283°E             |                             |                     | Modifica les dades a Wikidata |
|        | Mas de Ribera                             | Flix     | masia        |                                          | 41° 15′ 54″ N, 0° 34′ 02″ E / 41.2649341913179°N,0.567353051278842°E             |                             |                     | Modifica les dades a Wikidata |
|        | Mas de Sabater                            | Flix     | masia        |                                          | 41° 13′ 54″ N, 0° 34′ 41″ E / 41.231627453365°N,0.57795106505577°E               |                             |                     | Modifica les dades a Wikidata |
|        | Mas de Sadurní                            | Flix     | masia        |                                          | 41° 13′ 52″ N, 0° 34′ 37″ E / 41.2311252493932°N,0.576863553308166°E             |                             |                     | Modifica les dades a Wikidata |
|        | Mas de Salvador Ermità                    | Flix     | masia        |                                          | 41° 15′ 24″ N, 0° 34′ 35″ E / 41.2566881895978°N,0.576515274055777°E             |                             |                     | Modifica les dades a Wikidata |
|        | Mas de Sangrà                             | Flix     | masia        |                                          | 41° 18′ 29″ N, 0° 34′ 39″ E / 41.308174800331°N,0.57750759247669°E               |                             |                     | Modifica les dades a Wikidata |
|        | Mas de Sifoner                            | Flix     | masia        |                                          | 41° 14′ 19″ N, 0° 30′ 40″ E / 41.2387086678459°N,0.511016472305136°E             |                             |                     | Modifica les dades a Wikidata |
|        | Mas de Soler                              | Flix     | masia        |                                          | 41° 15′ 56″ N, 0° 34′ 08″ E / 41.2655869337538°N,0.568832876189518°E             |                             |                     | Modifica les dades a Wikidata |
|        | Mas de Soriano                            | Flix     | masia        |                                          | 41° 15′ 43″ N, 0° 36′ 19″ E / 41.2619361502214°N,0.60519526827365°E              |                             |                     | Modifica les dades a Wikidata |
|        | Mas de Tarragó                            | Flix     | masia        |                                          | 41° 14′ 45″ N, 0° 30′ 53″ E / 41.2457129247469°N,0.51462886979707°E              |                             |                     | Modifica les dades a Wikidata |
|        | Mas de Tomaset                            | Flix     | masia        |                                          | 41° 15′ 47″ N, 0° 30′ 34″ E / 41.2630895783627°N,0.509338377552377°E             |                             |                     | Modifica les dades a Wikidata |
|        | Mas de Tomàs Macip                        | Flix     | masia        |                                          | 41° 19′ 27″ N, 0° 33′ 21″ E / 41.32421808772°N,0.555960425359585°E               |                             |                     | Modifica les dades a Wikidata |
|        | Mas de Trec                               | Flix     | masia        |                                          | 41° 13′ 38″ N, 0° 34′ 38″ E / 41.2273246046877°N,0.577302208453934°E             |                             |                     | Modifica les dades a Wikidata |
|        | Mas de Venta                              | Flix     | masia        |                                          | 41° 15′ 07″ N, 0° 35′ 54″ E / 41.2519738554945°N,0.598243430071639°E             |                             |                     | Modifica les dades a Wikidata |
|        | Mas de Vilaplana                          | Flix     | masia        |                                          | 41° 18′ 43″ N, 0° 34′ 32″ E / 41.3119713311054°N,0.575650406892784°E             |                             |                     | Modifica les dades a Wikidata |
|        | Mas de Vinagre                            | Flix     | masia        |                                          | 41° 17′ 07″ N, 0° 32′ 41″ E / 41.2853400434528°N,0.544719677770819°E             |                             |                     | Modifica les dades a Wikidata |
|        | Mas de Xerta                              | Flix     | masia        |                                          | 41° 17′ 10″ N, 0° 32′ 42″ E / 41.2862288691402°N,0.545008739548318°E             |                             |                     | Modifica les dades a Wikidata |
|        | Mas de Xoximet                            | Flix     | masia        |                                          | 41° 15′ 07″ N, 0° 32′ 26″ E / 41.2518989246954°N,0.540542732713817°E             |                             |                     | Modifica les dades a Wikidata |
|        | Mas de l'Animeta                          | Flix     | masia        |                                          | 41° 17′ 20″ N, 0° 36′ 09″ E / 41.2890191046933°N,0.602580606431815°E             |                             |                     | Modifica les dades a Wikidata |
|        | Mas de l'Anton                            | Flix     | masia        |                                          | 41° 18′ 15″ N, 0° 41′ 52″ E / 41.3042219038055°N,0.697803872747225°E             |                             |                     | Modifica les dades a Wikidata |
|        | Mas de l'Esparaver del Portal             | Flix     | masia        |                                          | 41° 18′ 25″ N, 0° 42′ 48″ E / 41.3070268778511°N,0.713352777053696°E             |                             |                     | Modifica les dades a Wikidata |
|        | Mas de la Ferrussa                        | Flix     | masia        |                                          | 41° 13′ 13″ N, 0° 32′ 27″ E / 41.2202168371859°N,0.540716792097201°E             |                             |                     | Modifica les dades a Wikidata |
|        | Mas de la Impremta                        | Flix     | masia        |                                          | 41° 15′ 20″ N, 0° 35′ 42″ E / 41.2556705543733°N,0.594980912476653°E             |                             |                     | Modifica les dades a Wikidata |
|        | Mas de la Maciana                         | Flix     | masia        |                                          | 41° 17′ 14″ N, 0° 36′ 18″ E / 41.2872438140629°N,0.605129360599354°E             |                             |                     | Modifica les dades a Wikidata |
|        | Mas de la Marca                           | Flix     | masia        |                                          | 41° 15′ 10″ N, 0° 33′ 21″ E / 41.252889625561°N,0.555758079234265°E              |                             |                     | Modifica les dades a Wikidata |
|        | Mas de la Marrada                         | Flix     | masia        |                                          | 41° 15′ 43″ N, 0° 34′ 28″ E / 41.2618078562534°N,0.574559323424675°E             |                             |                     | Modifica les dades a Wikidata |
|        | Mas de la Morellana                       | Flix     | masia        |                                          | 41° 17′ 02″ N, 0° 32′ 16″ E / 41.283914813726°N,0.53780874047305°E               |                             |                     | Modifica les dades a Wikidata |
|        | Mas de la Munda                           | Flix     | masia        |                                          | 41° 18′ 13″ N, 0° 41′ 22″ E / 41.3035115129769°N,0.689324677784122°E             |                             |                     | Modifica les dades a Wikidata |
|        | Mas de la Mundeta                         | Flix     | masia        |                                          | 41° 18′ 08″ N, 0° 35′ 17″ E / 41.3021150249831°N,0.587935511851648°E             |                             |                     | Modifica les dades a Wikidata |
|        | Mas de la Padellassa                      | Flix     | masia        |                                          | 41° 15′ 05″ N, 0° 35′ 02″ E / 41.2512595399077°N,0.58391247921704°E              |                             |                     | Modifica les dades a Wikidata |
|        | Mas de la Rossa                           | Flix     | masia        |                                          | 41° 13′ 13″ N, 0° 32′ 18″ E / 41.220245593443°N,0.538270325593106°E              |                             |                     | Modifica les dades a Wikidata |
|        | Mas de la Vall d'Anoguers de Miquel Daura | Flix     | masia        |                                          | 41° 17′ 55″ N, 0° 32′ 10″ E / 41.2986688427655°N,0.536241624984223°E             |                             |                     | Modifica les dades a Wikidata |
|        | Mas de les Olletes                        | Flix     | masia        |                                          | 41° 17′ 22″ N, 0° 36′ 52″ E / 41.2895811318313°N,0.614453705795579°E             |                             |                     | Modifica les dades a Wikidata |
|        | Mas de l’Asconer                          | Flix     | masia        |                                          | 41° 12′ 36″ N, 0° 29′ 43″ E / 41.210042701612°N,0.49526052600477°E               |                             |                     | Modifica les dades a Wikidata |
|        | Mas del Cabaler                           | Flix     | masia        |                                          | 41° 17′ 59″ N, 0° 35′ 27″ E / 41.2997533490818°N,0.590853138521008°E             |                             |                     | Modifica les dades a Wikidata |
|        | Mas del Cansalader                        | Flix     | masia        |                                          | 41° 17′ 49″ N, 0° 35′ 08″ E / 41.2969470847864°N,0.585450842325948°E             |                             |                     | Modifica les dades a Wikidata |
|        | Mas del Casimiro                          | Flix     | masia        |                                          | 41° 17′ 35″ N, 0° 37′ 59″ E / 41.2929913300601°N,0.633042661116826°E             |                             |                     | Modifica les dades a Wikidata |
|        | Mas del Caterino                          | Flix     | masia        |                                          | 41° 17′ 02″ N, 0° 37′ 27″ E / 41.2838734118953°N,0.624154339679667°E             |                             |                     | Modifica les dades a Wikidata |
|        | Mas del Coix del Cabaler                  | Flix     | masia        |                                          | 41° 18′ 02″ N, 0° 35′ 15″ E / 41.3004318096519°N,0.587555661370549°E             |                             |                     | Modifica les dades a Wikidata |
|        | Mas del Director                          | Flix     | masia        |                                          | 41° 14′ 15″ N, 0° 31′ 21″ E / 41.2375535410504°N,0.522598420660107°E             |                             |                     | Modifica les dades a Wikidata |
|        | Mas del Ferreret                          | Flix     | masia        |                                          | 41° 17′ 19″ N, 0° 38′ 59″ E / 41.2887052808886°N,0.64979610452244°E              |                             |                     | Modifica les dades a Wikidata |
|        | Mas del Fèlix                             | Flix     | masia        |                                          | 41° 15′ 48″ N, 0° 32′ 08″ E / 41.2634645505851°N,0.535536857135397°E             |                             |                     | Modifica les dades a Wikidata |
|        | Mas del Joan                              | Flix     | masia        |                                          | 41° 18′ 26″ N, 0° 40′ 45″ E / 41.3072859488418°N,0.679062188722023°E             |                             |                     | Modifica les dades a Wikidata |
|        | Mas del Llangost                          | Flix     | masia        |                                          | 41° 13′ 28″ N, 0° 35′ 18″ E / 41.2245644962957°N,0.588260044958894°E             |                             |                     | Modifica les dades a Wikidata |
|        | Mas del Lluís                             | Flix     | masia        |                                          | 41° 13′ 01″ N, 0° 32′ 57″ E / 41.2170399919971°N,0.549280988954051°E             |                             |                     | Modifica les dades a Wikidata |
|        | Mas del Maciano                           | Flix     | masia        |                                          | 41° 19′ 00″ N, 0° 33′ 51″ E / 41.3165910825261°N,0.564106212579663°E             |                             |                     | Modifica les dades a Wikidata |
|        | Mas del Mestre Grau                       | Flix     | masia        |                                          | 41° 15′ 01″ N, 0° 35′ 31″ E / 41.250219290526°N,0.59186322953568°E               |                             |                     | Modifica les dades a Wikidata |
|        | Mas del Metge                             | Flix     | masia        |                                          | 41° 12′ 22″ N, 0° 31′ 12″ E / 41.2060368429151°N,0.519995749478497°E             |                             |                     | Modifica les dades a Wikidata |
|        | Mas del Metxut                            | Flix     | masia        |                                          | 41° 19′ 05″ N, 0° 34′ 04″ E / 41.3180290770848°N,0.567791928596265°E             |                             |                     | Modifica les dades a Wikidata |
|        | Mas del Mont-roi                          | Flix     | masia        |                                          | 41° 14′ 54″ N, 0° 35′ 28″ E / 41.2482503443948°N,0.59117179894687°E              |                             |                     | Modifica les dades a Wikidata |
|        | Mas del Pasqual                           | Flix     | masia        |                                          | 41° 18′ 48″ N, 0° 42′ 52″ E / 41.3132657326948°N,0.714568165750236°E             |                             |                     | Modifica les dades a Wikidata |
|        | Mas del Pastisser                         | Flix     | masia        |                                          | 41° 12′ 55″ N, 0° 34′ 32″ E / 41.2152249015315°N,0.575423030052293°E             |                             |                     | Modifica les dades a Wikidata |
|        | Mas del Pastisser d'Ascó                  | Flix     | masia        |                                          | 41° 14′ 31″ N, 0° 34′ 51″ E / 41.2420060723067°N,0.580745295821515°E             |                             |                     | Modifica les dades a Wikidata |
|        | Mas del Pelut                             | Flix     | masia        |                                          | 41° 13′ 08″ N, 0° 33′ 39″ E / 41.2188870424572°N,0.560758786069081°E             |                             |                     | Modifica les dades a Wikidata |
|        | Mas del Pentinat                          | Flix     | masia        |                                          | 41° 13′ 21″ N, 0° 28′ 58″ E / 41.222381472513°N,0.48286054771834°E               |                             |                     | Modifica les dades a Wikidata |
|        | Mas del Pep de Clement                    | Flix     | masia        |                                          | 41° 13′ 26″ N, 0° 35′ 16″ E / 41.2239242611949°N,0.587794474092981°E             |                             |                     | Modifica les dades a Wikidata |
|        | Mas del Pere Perico                       | Flix     | masia        |                                          | 41° 17′ 28″ N, 0° 35′ 39″ E / 41.2912214598538°N,0.594176541944288°E             |                             |                     | Modifica les dades a Wikidata |
|        | Mas del Perxe                             | Flix     | masia        |                                          | 41° 16′ 12″ N, 0° 36′ 20″ E / 41.2700480103722°N,0.605471713670816°E             |                             |                     | Modifica les dades a Wikidata |
|        | Mas del Pi                                | Flix     | masia        |                                          | 41° 13′ 08″ N, 0° 34′ 40″ E / 41.2188597867392°N,0.577805637105803°E             |                             |                     | Modifica les dades a Wikidata |
|        | Mas del Pla d'Ini                         | Flix     | masia        |                                          | 41° 13′ 30″ N, 0° 33′ 16″ E / 41.2249976030812°N,0.554578712199866°E             |                             |                     | Modifica les dades a Wikidata |
|        | Mas del Primo                             | Flix     | masia        |                                          | 41° 16′ 30″ N, 0° 35′ 25″ E / 41.2749701456416°N,0.590153381112957°E             |                             |                     | Modifica les dades a Wikidata |
|        | Mas del Ramon                             | Flix     | masia        |                                          | 41° 16′ 32″ N, 0° 32′ 02″ E / 41.2756250309742°N,0.533921180434235°E             |                             |                     | Modifica les dades a Wikidata |
|        | Mas del Ramonet                           | Flix     | masia        |                                          | 41° 18′ 13″ N, 0° 41′ 58″ E / 41.303704151221°N,0.699386773756479°E              |                             |                     | Modifica les dades a Wikidata |
|        | Mas del Render                            | Flix     | masia        |                                          | 41° 14′ 23″ N, 0° 37′ 32″ E / 41.2396951453389°N,0.625469458340517°E             |                             |                     | Modifica les dades a Wikidata |
|        | Mas del Rito                              | Flix     | masia        |                                          | 41° 17′ 07″ N, 0° 36′ 47″ E / 41.285145999886°N,0.612967525555558°E              |                             |                     | Modifica les dades a Wikidata |
|        | Mas del Sac                               | Flix     | masia        |                                          | 41° 17′ 38″ N, 0° 35′ 37″ E / 41.2937669278451°N,0.593581393960786°E             |                             |                     | Modifica les dades a Wikidata |
|        | Mas del Saletes                           | Flix     | masia        |                                          | 41° 15′ 04″ N, 0° 37′ 08″ E / 41.251224839371°N,0.618977149866398°E              |                             |                     | Modifica les dades a Wikidata |
|        | Mas del Santper                           | Flix     | masia        |                                          | 41° 14′ 45″ N, 0° 35′ 45″ E / 41.2457558776879°N,0.595929436920509°E             |                             |                     | Modifica les dades a Wikidata |
|        | Mas del Santpere                          | Flix     | masia        |                                          | 41° 18′ 23″ N, 0° 40′ 35″ E / 41.3063063915424°N,0.676493023845823°E             |                             |                     | Modifica les dades a Wikidata |
|        | Mas del Sastre Lluc                       | Flix     | masia        |                                          | 41° 14′ 19″ N, 0° 33′ 05″ E / 41.2386352348402°N,0.55125418329172°E              |                             |                     | Modifica les dades a Wikidata |
|        | Mas del Soc                               | Flix     | masia        |                                          | 41° 14′ 04″ N, 0° 34′ 11″ E / 41.2345588385393°N,0.569697176841509°E             |                             |                     | Modifica les dades a Wikidata |
|        | Mas del Tendrer                           | Flix     | masia        |                                          | 41° 14′ 25″ N, 0° 35′ 25″ E / 41.2404044875852°N,0.590266826722451°E             |                             |                     | Modifica les dades a Wikidata |
|        | Mas del Toni                              | Flix     | masia        |                                          | 41° 16′ 50″ N, 0° 37′ 19″ E / 41.2804578576017°N,0.621878383759481°E             |                             |                     | Modifica les dades a Wikidata |
|        | Mas del Vaqueta                           | Flix     | masia        |                                          | 41° 17′ 52″ N, 0° 35′ 33″ E / 41.2978223709603°N,0.592405160340625°E             |                             |                     | Modifica les dades a Wikidata |
|        | Mas del Velo                              | Flix     | masia        |                                          | 41° 16′ 09″ N, 0° 35′ 04″ E / 41.2691839455413°N,0.584385491430685°E             |                             |                     | Modifica les dades a Wikidata |
|        | Mas dels Mosars                           | Flix     | masia        |                                          | 41° 12′ 41″ N, 0° 29′ 33″ E / 41.2113877131981°N,0.492599839233323°E             |                             |                     | Modifica les dades a Wikidata |
|        | Mas dels Sangrà                           | Flix     | masia        |                                          | 41° 15′ 14″ N, 0° 36′ 20″ E / 41.253927682535°N,0.605559551317065°E              |                             |                     | Modifica les dades a Wikidata |
|        | Maset de Francisco Alentorn               | Flix     | masia        |                                          | 41° 17′ 05″ N, 0° 31′ 19″ E / 41.2847972235128°N,0.521921760048875°E             |                             |                     | Modifica les dades a Wikidata |
|        | Maset de Sales                            | Flix     | masia        |                                          | 41° 13′ 25″ N, 0° 31′ 10″ E / 41.2236148138923°N,0.519426788269245°E             |                             |                     | Modifica les dades a Wikidata |
|        | Masia de Jaume Miró                       | Flix     | masia        |                                          | 41° 13′ 39″ N, 0° 35′ 27″ E / 41.2275431444446°N,0.590715506499967°E             |                             |                     | Modifica les dades a Wikidata |
|        | Masia de Queloi                           | Flix     | masia        |                                          | 41° 17′ 58″ N, 0° 33′ 43″ E / 41.2993884566569°N,0.561987899706111°E             |                             |                     | Modifica les dades a Wikidata |
|        | Masia de l'Esquerrer                      | Flix     | masia        |                                          | 41° 13′ 42″ N, 0° 35′ 51″ E / 41.2281999340093°N,0.597575129707717°E             |                             |                     | Modifica les dades a Wikidata |
|        | Xalet de Carranza                         | Flix     | masia        |                                          | 41° 15′ 51″ N, 0° 34′ 25″ E / 41.2641399398531°N,0.573673219136444°E             |                             |                     | Modifica les dades a Wikidata |
|        | Xalet de la Devesa                        | Flix     | masia        |                                          | 41° 14′ 25″ N, 0° 32′ 36″ E / 41.2402054564558°N,0.543367903761244°E             |                             |                     | Modifica les dades a Wikidata |
|        | l'Aleix                                   | Flix     | masia        |                                          | 41° 13′ 21″ N, 0° 35′ 11″ E / 41.2225722881302°N,0.586460395884666°E             |                             |                     | Modifica les dades a Wikidata |
|        | l'Aubal                                   | Flix     | masia        | Estil: arquitectura popular 20th century | 41° 13′ 34″ N, 0° 31′ 56″ E / 41.226096°N,0.532337°E ca:Paratge de lo Corral Nou | bé cultural d'interès local | L'Aubal             | Modifica les dades a Wikidata |
|        | la Coloratita                             | Flix     | masia        |                                          | 41° 14′ 28″ N, 0° 30′ 45″ E / 41.24114603968°N,0.512522896433829°E               |                             |                     | Modifica les dades a Wikidata |

## muntanya
| imatge | Nom                            | Ubicat a              | instància de | Detalls | coordenades                                                         | Protecció | Commons (més fotos) | Dades a WD                    |
| ------ | ------------------------------ | --------------------- | ------------ | ------- | ------------------------------------------------------------------- | --------- | ------------------- | ----------------------------- |
|        | Comadevaques                   | Flix                  | muntanya     |         | 41° 16′ 31″ N, 0° 37′ 01″ E / 41.2754°N,0.616965°E 347.2 msnm       |           |                     | Modifica les dades a Wikidata |
|        | Punta de Manyanes              | Flix la Palma d'Ebre  | muntanya     |         | 41° 18′ 08″ N, 0° 41′ 39″ E / 41.3022775°N,0.69413611°E 505.5 msnm  |           |                     | Modifica les dades a Wikidata |
|        | Punta de Quel                  | Flix                  | muntanya     |         | 41° 17′ 26″ N, 0° 38′ 09″ E / 41.2906°N,0.635761°E 307.8 msnm       |           |                     | Modifica les dades a Wikidata |
|        | Punta de Silvestre             | Flix la Palma d'Ebre  | muntanya     |         | 41° 17′ 33″ N, 0° 39′ 05″ E / 41.2926°N,0.651448°E 374.5 msnm       |           |                     | Modifica les dades a Wikidata |
|        | Punta de Vall de Sanç          | Riba-roja d'Ebre Flix | muntanya     |         | 41° 16′ 08″ N, 0° 30′ 25″ E / 41.26888556°N,0.50699722°E 286.5 msnm |           |                     | Modifica les dades a Wikidata |
|        | Punta de la Creu               | Flix                  | muntanya     |         | 41° 19′ 02″ N, 0° 33′ 22″ E / 41.31721583°N,0.55599444°E 295.8 msnm |           |                     | Modifica les dades a Wikidata |
|        | Punta de la Senyora            | Flix                  | muntanya     |         | 41° 16′ 31″ N, 0° 33′ 50″ E / 41.2754°N,0.56375833°E 262.1 msnm     |           |                     | Modifica les dades a Wikidata |
|        | Punta del Cigró                | Maials Flix           | muntanya     |         | 41° 17′ 25″ N, 0° 31′ 34″ E / 41.29019167°N,0.52623056°E 288.6 msnm |           |                     | Modifica les dades a Wikidata |
|        | Punta del Montblanquet de Dalt | Flix la Palma d'Ebre  | muntanya     |         | 41° 18′ 14″ N, 0° 41′ 01″ E / 41.3038°N,0.683688°E 450.4 msnm       |           |                     | Modifica les dades a Wikidata |
|        | Punta del Riu de la Cana       | Flix                  | muntanya     |         | 41° 18′ 35″ N, 0° 42′ 14″ E / 41.3096°N,0.703847°E 460.6 msnm       |           |                     | Modifica les dades a Wikidata |
|        | Punta dels Ginebres            | Maials Flix           | muntanya     |         | 41° 17′ 33″ N, 0° 31′ 12″ E / 41.2924°N,0.520106°E 292.6 msnm       |           |                     | Modifica les dades a Wikidata |
|        | Tossal de Mont-redons          | Flix                  | muntanya     |         | 41° 13′ 08″ N, 0° 31′ 28″ E / 41.219°N,0.524575°E 197.2 msnm        |           |                     | Modifica les dades a Wikidata |

## polígon industrial
| imatge | Nom                              | Ubicat a | instància de       | Detalls | coordenades                                                         | Protecció | Commons (més fotos) | Dades a WD                    |
| ------ | -------------------------------- | -------- | ------------------ | ------- | ------------------------------------------------------------------- | --------- | ------------------- | ----------------------------- |
|        | Polígon industrial La Devesa     | Flix     | polígon industrial |         | 41° 14′ 17″ N, 0° 32′ 57″ E / 41.2380130649058°N,0.54910579941763°E |           |                     | Modifica les dades a Wikidata |
|        | Polígon químic Ercros Industrial | Flix     | polígon industrial |         | 41° 13′ 47″ N, 0° 31′ 56″ E / 41.2297083230277°N,0.53222437418889°E |           |                     | Modifica les dades a Wikidata |

## serra
| imatge | Nom                          | Ubicat a                                | instància de | Detalls | coordenades                                                         | Protecció | Commons (més fotos)   | Dades a WD                    |
| ------ | ---------------------------- | --------------------------------------- | ------------ | ------- | ------------------------------------------------------------------- | --------- | --------------------- | ----------------------------- |
|        | Serra de Valldembles         | Flix                                    | serra        |         | 41° 15′ 46″ N, 0° 30′ 52″ E / 41.26271111°N,0.51443056°E 286.5 msnm |           |                       | Modifica les dades a Wikidata |
|        | Serra de la Fatarella        | Ascó Flix Riba-roja d'Ebre la Fatarella | serra        |         | 41° 11′ 49″ N, 0° 29′ 43″ E / 41.19703889°N,0.49523889°E 563.5 msnm |           | Serra de la Fatarella | Modifica les dades a Wikidata |
|        | serra de Montvià             | Flix                                    | serra        |         | 41° 13′ 27″ N, 0° 34′ 24″ E / 41.2243°N,0.573275°E                  |           |                       | Modifica les dades a Wikidata |
|        | serra de Puntils             | Ascó Flix                               | serra        |         | 41° 12′ 04″ N, 0° 30′ 51″ E / 41.2012°N,0.514214°E 280.5 msnm       |           |                       | Modifica les dades a Wikidata |
|        | serra de les Crestes de Faro | Flix                                    | serra        |         | 41° 17′ 05″ N, 0° 36′ 20″ E / 41.2846°N,0.605586°E 269.9 msnm       |           |                       | Modifica les dades a Wikidata |
|        | serra de les Planes          | Ascó Flix Vinebre                       | serra        |         | 41° 12′ 50″ N, 0° 34′ 49″ E / 41.214°N,0.580361°E 151.1 msnm        |           |                       | Modifica les dades a Wikidata |
|        | serra de les Vallfenoses     | Flix                                    | serra        |         | 41° 18′ 42″ N, 0° 33′ 59″ E / 41.31165556°N,0.56640556°E            |           |                       | Modifica les dades a Wikidata |
|        | serra de les Veremusses      | Flix                                    | serra        |         | 41° 16′ 36″ N, 0° 31′ 05″ E / 41.276675°N,0.51800417°E              |           |                       | Modifica les dades a Wikidata |
|        | serra dels Masos de Flix     | Flix Maials                             | serra        |         | 41° 18′ 40″ N, 0° 32′ 30″ E / 41.31121667°N,0.5418°E 320.7 msnm     |           |                       | Modifica les dades a Wikidata |
|        | serrall Pla                  | Flix                                    | serra        |         | 41° 14′ 16″ N, 0° 36′ 11″ E / 41.23780833°N,0.60298889°E 251.9 msnm |           |                       | Modifica les dades a Wikidata |

## teuleria
| imatge | Nom                   | Ubicat a | instància de | Detalls                     | coordenades | Protecció                                  | Commons (més fotos) | Dades a WD                    |
| ------ | --------------------- | -------- | ------------ | --------------------------- | ----------- | ------------------------------------------ | ------------------- | ----------------------------- |
|        | Forn de los Ribers I  | Flix     | teuleria     | Estil: arquitectura popular |             | bé integrant del patrimoni cultural català |                     | Modifica les dades a Wikidata |
|        | Forn de los Ribers II | Flix     | teuleria     | Estil: arquitectura popular |             | bé integrant del patrimoni cultural català |                     | Modifica les dades a Wikidata |

## zona humida
| imatge | Nom                          | Ubicat a              | instància de | Detalls              | coordenades                                              | Protecció | Commons (més fotos)          | Dades a WD                    |
| ------ | ---------------------------- | --------------------- | ------------ | -------------------- | -------------------------------------------------------- | --------- | ---------------------------- | ----------------------------- |
|        | Meandre de Flix              | Flix                  | zona humida  | Superfície: 18.26ha  | 41° 14′ 30″ N, 0° 33′ 21″ E / 41.2417°N,0.5558°E 35 msnm |           | Meandre de Flix              | Modifica les dades a Wikidata |
|        | Sebes i meandre de Riba Roja | Riba-roja d'Ebre Flix | zona humida  | Superfície: 118.24ha | 41° 14′ 49″ N, 0° 30′ 13″ E / 41.2469°N,0.5035°E 43 msnm |           | Sebes i meandre de Riba Roja | Modifica les dades a Wikidata |

## Misc
| imatge | Nom                                            | Ubicat a                                    | instància de                                                              | Detalls                                                  | coordenades                                                                                               | Protecció                                            | Commons (més fotos)                            | Dades a WD                    |
| ------ | ---------------------------------------------- | ------------------------------------------- | ------------------------------------------------------------------------- | -------------------------------------------------------- | --- | ---------------------------------------------------- | ---------------------------------------------- | ----------------------------- |
|        | Ebre                                           | Cantàbria País Basc Navarra Aragó Catalunya | riu                                                                       | Desemboca: mar Mediterrània Llarg: 910km Conca: 86800km² | 43° 02′ 15″ N, 4° 22′ 12″ O / 43.0375°N,4.37°O 40° 43′ 43″ N, 0° 52′ 09″ E / 40.728527°N,0.869293°E       |                                                      | Ebro River                                     | Modifica les dades a Wikidata |
|        | Estació de Flix                                | Flix                                        | estació de ferrocarril                                                    |                                                          | 41° 13′ 46″ N, 0° 32′ 24″ E / 41.22936111111111°N,0.5400833333333334°E                                    |                                                      | Flix train station                             | Modifica les dades a Wikidata |
|        | Flix ferry                                     | Flix                                        | reaction ferry                                                            |                                                          | 41° 13′ 45″ N, 0° 33′ 03″ E / 41.229231°N,0.550706°E                                                      |                                                      | Pas de Barca de Flix                           | Modifica les dades a Wikidata |
|        | Nucli antic de Flix                            | Flix                                        | centre històric                                                           | Estil: arquitectura popular                              | 41° 13′ 51″ N, 0° 32′ 58″ E / 41.230863°N,0.549535°E                                                      | bé integrant del patrimoni cultural català           | Nucli antic de Flix                            | Modifica les dades a Wikidata |
|        | Plaça Major de Flix                            | Flix                                        | plaça                                                                     | Estil: arquitectura popular                              | 41° 13′ 55″ N, 0° 33′ 01″ E / 41.231885°N,0.550159°E                                                      | bé integrant del patrimoni cultural català           | Plaça Major de Flix                            | Modifica les dades a Wikidata |
|        | Pont de la Palma                               | Flix                                        | pont                                                                      |                                                          | 41° 15′ 52″ N, 0° 34′ 36″ E / 41.2645612612634°N,0.576570204381138°E                                      |                                                      |                                                | Modifica les dades a Wikidata |
|        | Porxos de Flix                                 | Flix                                        | porxe                                                                     | Estil: arquitectura popular                              | 41° 13′ 55″ N, 0° 33′ 00″ E / 41.231813°N,0.550138°E                                                      | bé integrant del patrimoni cultural català           | Porxos de Flix                                 | Modifica les dades a Wikidata |
|        | Ribera de l'Ebre a Flix                        | Flix                                        | espai d'interès natural àrea protegida                                    |                                                          | 41° 14′ 11″ N, 0° 31′ 32″ E / 41.2363°N,0.5256°E                                                          |                                                      | Ribera de l'Ebre a Flix                        | Modifica les dades a Wikidata |
|        | Señora                                         | Flix                                        | vèrtex geodèsic                                                           | Alt: 1.2m                                                | 41° 16′ 31″ N, 0° 33′ 50″ E / 41.275388°N,0.56376°E 261.367 msnm                                          |                                                      |                                                | Modifica les dades a Wikidata |
|        | Xofars                                         | Flix                                        | indret partida rural                                                      |                                                          | 41° 14′ 06″ N, 0° 33′ 28″ E / 41.235°N,0.557778°E                                                         |                                                      |                                                | Modifica les dades a Wikidata |
|        | casa consistorial de Flix                      | Flix                                        | casa consistorial                                                         |                                                          | 41° 13′ 52″ N, 0° 33′ 00″ E / 41.2311537°N,0.5498661°E                                                    |                                                      |                                                | Modifica les dades a Wikidata |
|        | castell de Flix                                | Flix                                        | castell                                                                   |                                                          | 41° 14′ 16″ N, 0° 33′ 20″ E / 41.23777778°N,0.55555556°E ca:Al nord-est del nucli urbà 120 msnm           | bé d'interès cultural bé cultural d'interès nacional | Castell de Flix                                | Modifica les dades a Wikidata |
|        | escut a la façana de l'Ajuntament Vell de Flix | Flix                                        | escut d'armes                                                             | Estil: arquitectura popular                              | 41° 13′ 49″ N, 0° 32′ 56″ E / 41.23021°N,0.548867°E                                                       | bé integrant del patrimoni cultural català           | Escut a la façana de l'Ajuntament Vell de Flix | Modifica les dades a Wikidata |
|        | lo Riber                                       | Flix                                        | nucli de població nucli d'entitat singular de població                    | 12 hab                                                   | 41° 14′ 18″ N, 0° 33′ 05″ E / 41.2381970439913°N,0.551401800092539°E 49 msnm                              |                                                      |                                                | Modifica les dades a Wikidata |
|        | molí d'Oriol                                   | Flix                                        | molí Ús: trull                                                            | Estil: arquitectura popular                              | 41° 13′ 49″ N, 0° 33′ 03″ E / 41.230307°N,0.550904°E                                                      | bé integrant del patrimoni cultural català           | Molí d'Oriol                                   | Modifica les dades a Wikidata |
|        | pantà de Flix                                  | Flix                                        | embassament                                                               | Superfície: 320ha Volum: 11hm³ Conca: 82246km²           | 41° 13′ 59″ N, 0° 32′ 50″ E / 41.233075°N,0.54718056°E 41 msnm                                            |                                                      | Reservoir of Flix                              | Modifica les dades a Wikidata |
|        | parc solar Ramon Escriche                      | Flix                                        | central solar                                                             |                                                          | 41° 14′ 50″ N, 0° 32′ 06″ E / 41.24727222°N,0.53508889°E                                                  |                                                      |                                                | Modifica les dades a Wikidata |
|        | passeig de l'Ebre                              | Flix                                        | carrer                                                                    | Estil: arquitectura popular                              | 41° 13′ 45″ N, 0° 33′ 03″ E / 41.229204°N,0.550945°E                                                      | bé integrant del patrimoni cultural català           | Passeig de l'Ebre (Flix)                       | Modifica les dades a Wikidata |
|        | presa de Flix                                  | Flix                                        | presa de gravetat Ús: energia hidroelèctrica regadiu control de crescudes | Llarg: 400m Alt: 26m Volum: 76000m³                      | 41° 13′ 59″ N, 0° 32′ 50″ E / 41.233080555556°N,0.54718055555556°E 45 18 msnm                             |                                                      |                                                | Modifica les dades a Wikidata |
|        | refugi antiaeri de Flix                        | Flix                                        | refugi antiaeri museu                                                     | Estil: arquitectura popular                              | 41° 13′ 53″ N, 0° 32′ 58″ E / 41.2313°N,0.549482°E                                                        | bé integrant del patrimoni cultural català           | Refugi antiaeri de Flix                        | Modifica les dades a Wikidata |
|        | riu de la Cana                                 | Bellaguarda la Granadella Bovera Flix       | curs d'aigua                                                              | Desemboca: Ebre Llarg: 20.5km Conca: 81.1km²             | 41° 19′ 24″ N, 0° 44′ 41″ E / 41.323411°N,0.744755°E 41° 14′ 45″ N, 0° 33′ 29″ E / 41.245857°N,0.558094°E |                                                      | Cana River                                     | Modifica les dades a Wikidata |